# Villavieja
Villavieja est une municipalité située dans le département de Huila, en Colombie.